# Andilamena
Andilamena är en distriktshuvudort i Madagaskar.   Den ligger i distriktet Andilamena och regionen Alaotra-Mangoro, i den nordöstra delen av landet, 240 km nordost om huvudstaden Antananarivo. Andilamena ligger 933 meter över havet och antalet invånare är 19 750.
Terrängen runt Andilamena är platt åt nordost, men åt sydväst är den kuperad. Runt Andilamena är det glesbefolkat, med 14 invånare per kvadratkilometer. Andilamena är det största samhället i trakten. Omgivningarna runt Andilamena är huvudsakligen savann.